# Yosef Kaplan
Yosef Kaplan (Buenos Aires, 1944) es un historiador e hispanista argentino e israelí.

## Biografía
Se instaló en Israel en 1962 y es profesor de Historia del Pueblo Judío en la Universidad Hebrea de Jerusalén desde 1979 y catedrático de la misma en 1992. En dicha universidad dirigió el Institute for Research on Dutch Jewry y el Departamento de Historia y fue decano de la Facultad de Humanidades; desde 2001 dirige la School of History. Fue profesor visitante en Yale, Universidad de Londres, Oxford, Wassenaar y la Sorbona y ha sido vicepresidente del Centro Shazar de Historia Judía y presidente de la Sociedad Israelí de Historia, de los Archivos Centrales para la Historia del Pueblo Judío y de la Asociación Internacional de Sociedades para el Estudio de la Historia del Pueblo Judío. Miembro de la Academia Israelí de Ciencias y Humanidades desde 2004 y de otras numerosas instituciones. Está en los consejos editoriales de las revistas Tarbiz y Zion y en el comité académico de la Editorial Hispania Judaica. Ha sido galardonado con los premios Wiznitzer (1983) y Ben Zvi (2003).
Se ha especializado en el mundo de los conversos y en la diáspora sefardí, lo que le convierte además en un profuso conocedor de la historia social en los países ibéricos durante la Edad Moderna.
Kaplan habla con fluidez el español, el inglés, el hebreo y el neerlandés.

## Obras
- Edición de Isaac Cardoso, Las Excelencias de los Hebreos. Traducción del español al hebreo, introducción y notas, Jerusalén 1971.
- From Christianity to Judaism: The Life and Work of Isaac Orobio de Castro, Jerusalén, 1982 (hebreo); Oxford, 1989 (inglés); Río de Janeiro, 2000 (portugués); París, 2004 (francés).
- Jews and Conversos. Studies in Society and the Inquisition, Jerusalén, 1985.
- Menasseh ben Israel and His World, Leiden 1989 (con H. Méchoulan y R.H. Popkin).
- The Western Sephardi Diaspora, Tel Aviv, 1994 (hebreo).
- Judíos Nuevos en Ámsterdam. Estudios sobre la historia social e intelectual del judaísmo sefardí en el siglo XVII, Barcelona 1996 (español); París, 1999 (francés).
- Thomas Coenen, Vain Hopes of the Jews as Revealed in the Figure of Sabbetai Zevi. Introducción y notas, Jerusalén, 1998 (hebreo).
- Jews and Conversos at the Time of the Expulsion, Jerusalén, 1999 (hebreo e inglés) (con Y. Assis).
- Dutch Jews as Perceived by Themselves and by Others, Leiden 2001 (con C. Brasz).
- An Alternative Path to Modernity, Leiden 2000; Jerusalén, 2002 (hebreo).
- Kehal Yisrael.Jewish Self-Rule Through the Ages, Vol. 2: The Middle Ages and Early Modern Period, Jerusalén, 2004 (hebreo) (con A. Grossman).

- Datos: Q2361095
- Multimedia: Yosef Kaplan / Q2361095